# Underart
| Biologisk klassifikation                                                             |
| ------------------------------------------------------------------------------------ |
| Domæne Rige Række / Division Klasse Orden Familie Tribus Slægt Art Underart Varietet |

En underart (forkortet: subsp. eller ssp., fra latin subspecies) er inden for den biologiske systematik en rang lige under art. En underart kan også betegne en takson af denne rang, det vil sige en gruppe af organismer, f.eks. dyr eller planter, der har en række fællestræk, men som ikke udgør en selvstændig art.
I zoologi og bakteriologi er underarten den nederste taksonomiske rang, der kan navngives. Inden for botanik kan andre niveauer navngives, f.eks. varietet.

## Definition
Underarter defineres almindeligvis som grupper af organismer af den samme art, der er i stand til at få fertilt afkom, men ikke krydses indbyrdes under naturlige forhold på grund af geografisk isolation, seksuel selektion eller af andre grunde. Forskelle mellem underarter er normalt mindre tydelige end forskelle mellem arter. Da arter udvikler sig gradvist ved at lokale bestande isoleres fra hinanden (ligesom underarter, blot i længere tid), vil der findes grænsetilfælde, hvor det er en skønssag, om der er tale om en art eller underart.

## Regler for navngivning
Inden for zoologi accepterer International Code of Zoological Nomenclature (4. udgave, 1999) kun rangen underart under artsniveau. Mens det videnskabelige navn for en art er et toleddet navn, er det videnskabelige navn for en underart treleddet. En tigers videnskabelige navn er Panthera tigris, så navnet for underarten sumatratiger er Panthera tigris sumatrae.
Inden for botanik er underarten en af mange niveauer under artsniveau, idet der f.eks. også findes "varietet" og "form". Forkortelsen "ssp." eller "subsp." foranstilles underartsnavnet i en underarts videnskabelige navn, som f.eks. Dactylorhiza majalis ssp. purpurella for purpurgøgeurt.